# ズノー光学工業
ズノー光学工業株式会社（Zunow Opt.）はかつて存在した日本の光学機器メーカーである。ライカマウント、コンタックスマウント、ニコンSマウントの製品を製造し、寺岡精工所（現寺岡精工）のオートテラシリーズ、高嶺光学のミネシックス、ワルツのオートマット44シリーズ、ミランダカメラにレンズを供給、また16mmシネや8ミリシネ用レンズを生産するなどした。
一時経営者の鈴木作太が新光精機を設立し、そこでカメラも製造（実質は組立）していた。しかし主要取引先であるアルコ写真工業の倒産とネオカの経営の行き詰まりの煽りを受けて倒産しヤシカに買収された。

## 沿革
- 1930年（昭和5年） - 帝国光学研究所設立。社長は鈴木作太、技術部長は日本光学工業（現ニコン）から移った浜野道三郎。
- 1943年（昭和18年） - 薄暮時の航空探索用に大日本帝国海軍から要請を受け、50mmF1.1の研究がスタート。
- 1950年（昭和25年） - 50mmF1.1の試作品完成、12枚構成であった。
- 1951年（昭和26年） - コピーライカであるテイカ（Teika ）試作。
- 1953年（昭和28年）10月20日 - ズノー50mmF1.1発表[4]。5群9枚構成。
- 1954年（昭和29年） - 会社法人化され帝国光学工業株式会社となる。
  - 9月 - ライカマウントのズノー50mmF1.1とズノー50mmF1.3が同時発売された[4]。後にコンタックスマウント、ニコンSマウントのものも作られた。設計変更前のものは後玉が大きく出ているのが特徴で「ピンポン球」と俗称された。
- 1955年（昭和30年） - 日本光学工業から移った国友健司、八洲光学工業から移った藤陵厳達によりズノー50mmF1.1の設計変更、名称通り実質もF1.1とし後玉の出っ張りを解消した新種ガラスを3枚含む5群8枚構成。
- 1956年（昭和31年）12月 - ズノー光学工業に商号変更。ズノー35mmF1.7、ズノー50mmF1.3、ズノー100mmF2発売。またカメラ設計者の荒尾清の理想のカメラを作るために出資者を募り新光精機を設立[5]。
- 1958年（昭和33年）4月[8] - 世界で初めて完全自動絞りを備えた一眼レフカメラ、ズノーペンタフレックスを新光精機から発売。
- 1959年（昭和34年）後半 - ズノーペンタフレックスの生産を中止し、カメラ事業からの撤退を決めた。新光精機は清算され、部品や型などはすべて廃棄された。
- 1961年（昭和36年）1月1日 - 主なレンズの供給先であったアルコ写真工業の倒産とネオカの経営の行き詰まりの余波を受けて倒産、ヤシカに買収された。
- 2007年 - 有限会社フォノンから発売されたワイドコンバーターに「ズノー」の名称が冠せられる形でブランドが半世紀ぶりに復活した。これは、コンバーター製造元のエース光学株式会社代表取締役・鈴木健男が、ズノー光学社長・鈴木作太の息子であることと関係している。

## 製品一覧

### 135フィルム使用カメラ
- ズノーペンタフレックス（1958年8月発売） - 銘にズノーと付いているが製造販売会社は関連会社の新光精機である。完全自動絞りを備えた世界初の一眼レフカメラ。設計者はかつて千代田光学（後のミノルタ、現・コニカミノルタ）でミノルタ35の開発に携わり、その後も様々なカメラの設計に関わった荒尾清。デザインは開発段階からGKインダストリアルデザイン研究所の協力を受けて行なわれた。発表されたのは『写真工業』1958年3月号である[9]。4月25日に東京の椿山荘で記者発表会を開き、試作品が公開された[9]。8月5日から8月10日まで三越日本橋本店で一般に公開された[9]。クイックリターンミラーを装備し、シャッターは一軸不回転式で全速中間シャッターが使用可能。巻き上げレバーによる巻き上げ、巻き戻しクランクによる巻き戻しが可能な他、裏蓋が蝶番式で開閉可能と機構的には先進的であった。レンズは専用マウントにより交換可能でズノー35mmF2.8、ズノー50mmF1.8[8]、ズノー58mmF1.2[8]、ズノー100mmF2が用意され、その他に当初は200mm、400mm、マクロ50mmF4.5も予定されていたが発売されることはなかった。華々しいデビューを飾ったものの、2,000を超える部品全てを外注しており、組立時点で部品のばらつきによるトラブルが多発、手直しが必要で品質が一定せずフィルム巻き上げ部分に故障が多く返品が相次いだ[10][8]。何らかの手立てを講じようにも、荒尾清が椿山荘での記者発表会直後に上層部との軋轢で退社、新光精機も本体のズノー光学工業もカメラ製造のノウハウが無く、組立の段階で仕様を変更するなどの付け焼刃的な対応に留まり、またそれに伴って生産が遅々として進まず、結果1959年後半に撤退が決まり新光精機は清算された。仕掛け部品は2000台程あったが実際に製造されたのは500台以下で、製品として販売されたのはそのうち200台程度だったとする説もある。仕掛け部品や型は廃棄され[10]、更にはカメラの多くも回収の上廃棄された。そのため現存する個体は極少数とされ、100万円台の高値で取引されている。シリアルナンバーは頭が1958の製品と1959の製品があり、製造年を示すと推測されている[9]。中期の製品はフィルムが2回巻き上げとなり、シャッターボタンを押すと絞りを絞ってからミラー作動の2段作動になっている。後期の製品ではシリアルナンバーが巻き戻しクランクの下から巻き上げレバーの下に移され、1回巻き上げ、シャッター2段作動になった。ファインダーとスクリーンは交換式と発表されていたが結局発売されずに終わった[9]。また当初は輸出も視野に入れていたがそれも叶わなかった。
  - 設計者の荒尾清にとってこれが初めてのは35mm一眼レフの設計だった。仕方が分からず当時唯一のペンタプリズム一眼レフであったミランダカメラのミランダTを模倣している[11]。ミランダTに無理に荒尾の理想とする機構を詰め込んだ形で、しかもノウハウが無いまま開発生産された事がこのカメラが瞬く間に市場から消える要因ともなった。
  - 2020年7月31日、完全自動絞りの機構が日本の一眼レフカメラを世界水準へと進展させた歴史的意義を評価され、日本機械学会の「機械遺産」に認定された[12]。

### 16mmフィルム使用カメラ
- ズノーZ16（1959年（昭和34年）発売） - 10×14mm判。ミノルタ16用のマガジンを流用できる。

### ニコンSマウントレンズ
- ズノー50mmF1.1[4]
- ズノー50mmF1.3[4]

### ミランダマウントレンズ
- ズノー50mmF1.9[4]

### その他レンズ
- ズノーマチック13mmF1.9 - 8mmシネ用レンズ。セレン露出計による自動絞りを備えていた。レンズそのものは小林精機で製造された。[10]
- ズノー25mmF1.1 - 16mm用[4]。
- ズノー38mmF1.1 - 16mmまたは8mm用[4]。
- ズノー54mmF1.2 - プロジェクター用[4]。